# Кочерган Михайло Петрович
Миха́йло Петро́вич Кочерга́н (нар. 8 листопада 1936, с. Бережниця тепер Самбірського району Львівської області) — український мовознавець, Заслужений працівник освіти України.

## Життєпис
Закінчив у 1954 році Самбірське педучилище, працював учителем у Крукеницькій середній школі. У 1959 році закінчив Дрогобицький педагогічний інститут. Працював у Дрогобицькому (1962—1969) та Івано-Франківському (1969—1988) педінститутах.
У 1988—1992 роках завідувач кафедри російської мови і загального мовознавства Черкаського педагогічного інституту, з 1992 до 1998 року — завідувач кафедри української філології та загального мовознавства. Був одним із співзасновників «Просвіти» та Народного Руху в Черкасах.
З 1998 по 2000 роки Михайло Кочерган професор кафедри української мови Національного університету «Києво-Могилянська академія».
Від 1998 року в Київському національному лінгвістичному університеті: завідувач кафедри загального та українського мовознавства, з 2002 — професор-консультант.
З 2007 року Михайло Кочерган завідувач кафедри романо-германської філології Бердянського педагогічного університету.

## Наукова діяльність
Доктор філологічних наук, професор. Завідувач кафедри романо-германської філології Бердянського державного педагогічного університету. Лауреат премії Ярослава Мудрого в галузі науки і техніки Академії вищої школи, нагороджений медаллю «Ветеран праці», грамотами Міністерства освіти і науки України, Почесною грамотою імені президента НТШ Михайла Грушевського наукового-товариства імені Шевченка в Америці, дипломом Опольського університету (Польща). Заслужений працівник освіти України.
Читає лекції в навчальних закладах Болгарії, Польщі, Угорщини, Югославії та Швейцарії.
З 2007 року очолює кафедру романо-германської філології Бердянського державного педагогічного університету.

## Праці
Михайло Кочерган автор 212 наукових праць, опублікованих в Україні, Росії, Польщі, Болгарії, Чехії.
- Слово і контекст: Лексична сполучуваність і значення слова. — Львів, 1980;
- Воспитание словом. — К., 1989. — 296 с. (у співавт.);
- «Словник російсько-українських міжмовних омонімів». 1997;
- Методика організації науково-дослідної роботи. — К., 2000. — 271 с. (у співавт.);
- Вступ до мовознавства. — К., 2000, 2001, 2004, 2005, 2006;
- Загальне мовознавство: підручник для студентів філологічних спеціальностей вузів / М. П. Кочерган. — К. : Академія, 1999. — 288 с. — (Альма-матер). (перевидання: 2003, 2006, 2008, 3-е вид. 2010)
- Основи зіставного мовознавства. — К., 2006.
- Про час, про себе і людей. — К., 2012. — 222 с.